# Gilbert Sicotte
Pour les articles homonymes, voir Sicotte.
Gilbert Sicotte, né le 18 février 1948 à Montréal, est un acteur québécois. Il enseigne également l'interprétation au Conservatoire d'art dramatique de Montréal depuis 1987, mais a été suspendu en novembre 2017 pour des allégations de harcèlement et d'abus de pouvoir. Un reportage de huit minutes à la télé de Radio-Canada est à l'origine de la suspension.

## Biographie
Gilbert Sicotte a été choisi pour incarner Roland Beaulieu dans l'adaptation au cinéma de la bande dessinée de Michel Rabagliati, Paul à Québec, aux côtés de François Létourneau.

## Filmographie
| Année | Titre                                     | Rôle                       | Notes                         |  |
| ----- | ----------------------------------------- | -------------------------- | ----------------------------- |  |
| 1972  | Montréal blues                            |                            |                               |  |
| 1973  | Les Allées de la terre                    |                            |                               |  |
| 1975  | Les Vautours                              | Louis Pelletier            |                               |  |
| 1976  | Ti-Cul Tougas                             | Martin                     |                               |  |
| 1976  | Je suis loin de toi mignonne              | Le jeune frère             |                               |  |
| 1979  | Au revoir... à lundi                      | Homme sur le banc          |                               |  |
| 1980  | Cordélia                                  | Me Jean-Dominique Leduc    |                               |  |
| 1980  | Les Bons Débarras                         | Gaetan                     |                               |  |
| 1980  | Les Grands Enfants                        | François Gagné             |                               |  |
| 1980  | Fantastica                                | Julien                     |                               |  |
| 1983  | Contrecœur                                | Roger Desfossés            |                               |  |
| 1983  | Maria Chapdelaine                         | Da'bé Chapdelaine          |                               |  |
| 1984  | Les Illusions tranquilles                 | Narrateur                  |                               |  |
| 1984  | Les Années de rêves                       | Louis Pelletier            |                               |  |
| 1985  | Visage pâle                               | Jacques                    |                               |  |
| 1985  | Le Million tout-puissant                  | Thomas                     |                               |  |
| 1986  | Anne Trister                              | Homme                      |                               |  |
| 1988  | Lamento pour un homme de lettres          | Albert Laberge             | Court-métrage                 |  |
| 1992  | La Sarrasine                              | Théo Lemieux               |                               |  |
| 1992  | Ma sœur, mon amour                        | Père Messier               |                               |  |
| 1992  | Léolo                                     | Narrateur                  |                               |  |
| 1993  | Les Pots cassés                           | Robert                     |                               |  |
| 1993  | Cap Tourmente                             | Jean-Louis McKenzie        |                               |  |
| 1994  | La Vie d'un héros                         | Bertin                     |                               |  |
| 1995  | L'Enfant d'eau                            | Thomas                     |                               |  |
| 2005  | La Vie secrète des gens heureux           | Bernard Dufresne           |                               |  |
| 2007  | Bluff                                     | John                       |                               |  |
| 2007  | Continental, un film sans fusil           | Marcel Beaudoin            |                               |  |
| 2008  | L'Instinct de mort                        | Le milliardaire            |                               |  |
| 2009  | Piché, entre ciel et terre                | Le président d'Air Transat |                               |  |
| 2011  | Le Vendeur                                | Marcel Lévesque            | Prix Jutra du meilleur acteur |  |
| 2013  | Louis Cyr : L'Homme le plus fort du monde | Gustave Lambert            |                               |  |
| 2014  | Miraculum                                 | Le mari de Louise          |                               |  |
| 2014  | Les Loups                                 | Léon                       |                               |  |
| 2015  | Paul à Québec                             | Roland Beaulieu            | Prix Iris du meilleur acteur  |  |
| 2015  | La Passion d'Augustine                    | L'aumônier                 |                               |  |
| 2017  | Identités                                 | M. Morency                 |                               |  |
| 2019  | Il pleuvait des oiseaux                   | Charlie                    | Prix Iris du meilleur acteur  |  |
| 2019  | Merci pour tout                           | Jean-Paul                  |                               |  |
| 2020  | Mafia Inc.                                | Henri Gamache              |                               |  |
| 2021  | Maria Chapdelaine                         | Ephrem Surprenant          |                               |  |
| 2022  | Arlette                                   | premier ministre du Québec | Mariloup Wolfe                |  |
| 2023  | Le Temps d'un été                         | le curé Beaulieu           | Louise Archambault            |  |

| Année     | Titre                      | Rôle                     | Notes                                                                  |
| --------- | -------------------------- | ------------------------ | ---------------------------------------------------------------------- |
| 1973      | Minute moumoute            |                          |                                                                        |
| 1982      | La Bonne Aventure          | Jean-François Durand     |                                                                        |
| 1985      | Le temps d'une paix        | Fleurimont Lafrance      |                                                                        |
| 1986-1989 | Des dames de cœur          | Jean-Paul Belleau        | Prix Gémeaux du meilleur premier rôle masculin                         |
| 1989-1991 | Un signe de feu            | Jean-Paul Belleau        |                                                                        |
| 1989      | Les Noces de papier        | Bouchard                 | Téléfilm                                                               |
| 1991      | Le Choix                   | Paul Lachance            | Téléfilm Série Lance et compte                                         |
| 1991      | Bombardier                 | Joseph-Armand Bombardier | Mini-série Prix Gémeaux du meilleur premier rôle masculin : dramatique |
| 1992-1994 | Montréal P.Q.              | Cornélius Patenaude      |                                                                        |
| 1993-1994 | Trois gars, un samedi soir | Animateur                |                                                                        |
| 1994      | Shabbat Shalom             | Jean-Marie Guérin        | Téléfilm                                                               |
| 1994      | Les grands procès          | Me Raymond Daoust        |                                                                        |
| 1995      | 10-07: L'affaire Zeus      | Martineau                | Mini-série                                                             |
| 1995-1996 | Marguerite Volant          | Claude Vollant           |                                                                        |
| 1996-1997 | Urgence                    | Claude Rivest            |                                                                        |
| 1997-2001 | Bouscotte                  | Antoine Beauchemin       | Prix Gémeaux du meilleur premier rôle masculin : téléroman             |
| 2000-2004 | Fortier                    | Gabriel Johnson          |                                                                        |
| 2005      | Détect.inc.                | James Bonin              |                                                                        |
| 2007-2008 | Les Sœurs Elliot           | Gerry Elliot             |                                                                        |
| 2008-2012 | Belle-Baie                 | William Noël             |                                                                        |
| 2010-2014 | Trauma                     | Antoine Légaré           |                                                                        |
| 2017      | Victor Lessard             | Ted Rutherford           |                                                                        |

## Distinctions

### Récompenses
- 1988 - Prix Gémeaux, Meilleure interprétation, premier rôle masculin : série dramatique ou de comédie
- 1999 - Prix Gémeaux, Meilleure interprétation premier rôle masculin : téléroman
- 2012 - Prix Jutra, Meilleur acteur (dans le rôle d'un vendeur d'automobiles, Le Vendeur)
- 2016 - Prix sans nom au Gala du cinéma québécois, Meilleur acteur (dans le rôle d'un malade du cancer, Paul à Québec)
- 2020 - 22e gala Québec Cinéma : Prix Iris du meilleur acteur pour Il pleuvait des oiseaux[4]

### Nominations
- 1993 : Prix Génie du meilleur acteur dans un rôle principal : Cap Tourmente